# Mantella cowanii
La mantella arlecchino (Mantella cowanii Boulenger, 1882) è una rana della famiglia Mantellidae, endemica del Madagascar.

## Descrizione

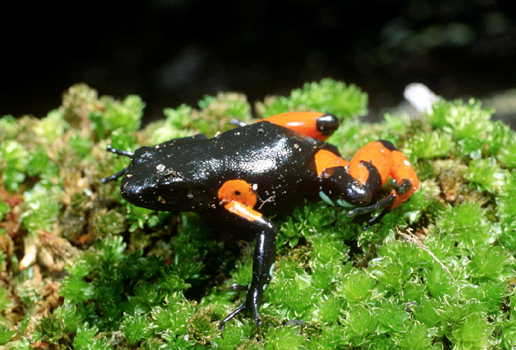
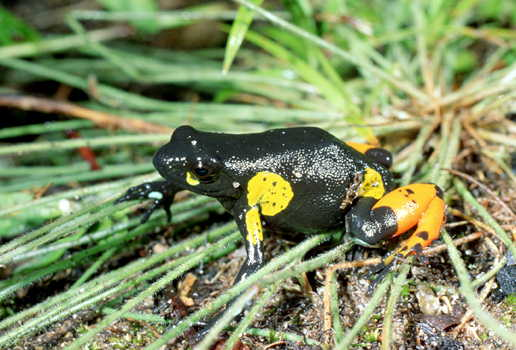
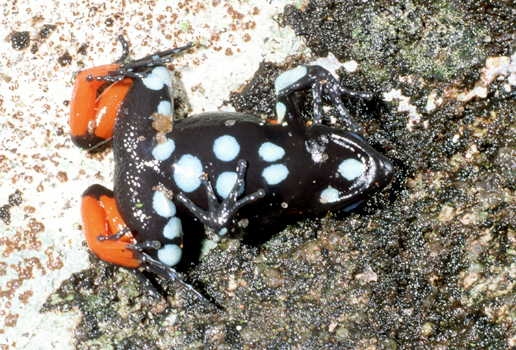

È una rana di piccole dimensioni (2–3 cm), caratterizzata da una variegata livrea nera, bianca e rossa, in alcune sub-popolazioni nera e giallo-arancio.

## Biologia
È una specie terricola, che vive in prossimità dei corsi d'acqua e che durante la stagione secca si rifugia in gallerie scavate lungo l'argine dei torrenti.
È attiva soprattutto nelle prime ore del giorno, durante le quali è possibile ascoltare le sue emissioni vocali, che consistono in una serie di brevi click ad una frequenza tra 4 e 5 kHz.
La femmina depone sino ad una quarantina di uova, del diametro di circa 2 mm, riunite in una massa gelatinosa.

## Distribuzione e habitat
Questa specie è diffusa in una ristretta area degli altopiani del Madagascar centro-orientale, tra Ambatolamby, Tsinjoarivo e Antoetra, ad una altitudine compresa tra i 1.000 e i 2.000 m s.l.m. Di recente la specie è stata segnalata anche nei pressi di Antsirabe.

## Conservazione
Tra le principali minacce alla sopravvivenza della specie vi sono la progressiva distruzione del suo habitat naturale e la cattura per il commercio internazionale clandestino. Per i colori sgargianti della sua livrea è infatti molto ricercata dai collezionisti.

La IUCN Red List, a causa della ristrettezza del suo areale (circa 10 km²) e della esiguità della popolazione residua, ha classificato questa specie come in pericolo critico di estinzione, convincendo le autorità malgasce a bloccarne il commercio e a prendere misure per la protezione delle popolazioni superstiti.